# 2007년 오스트레일리아 총선 결과

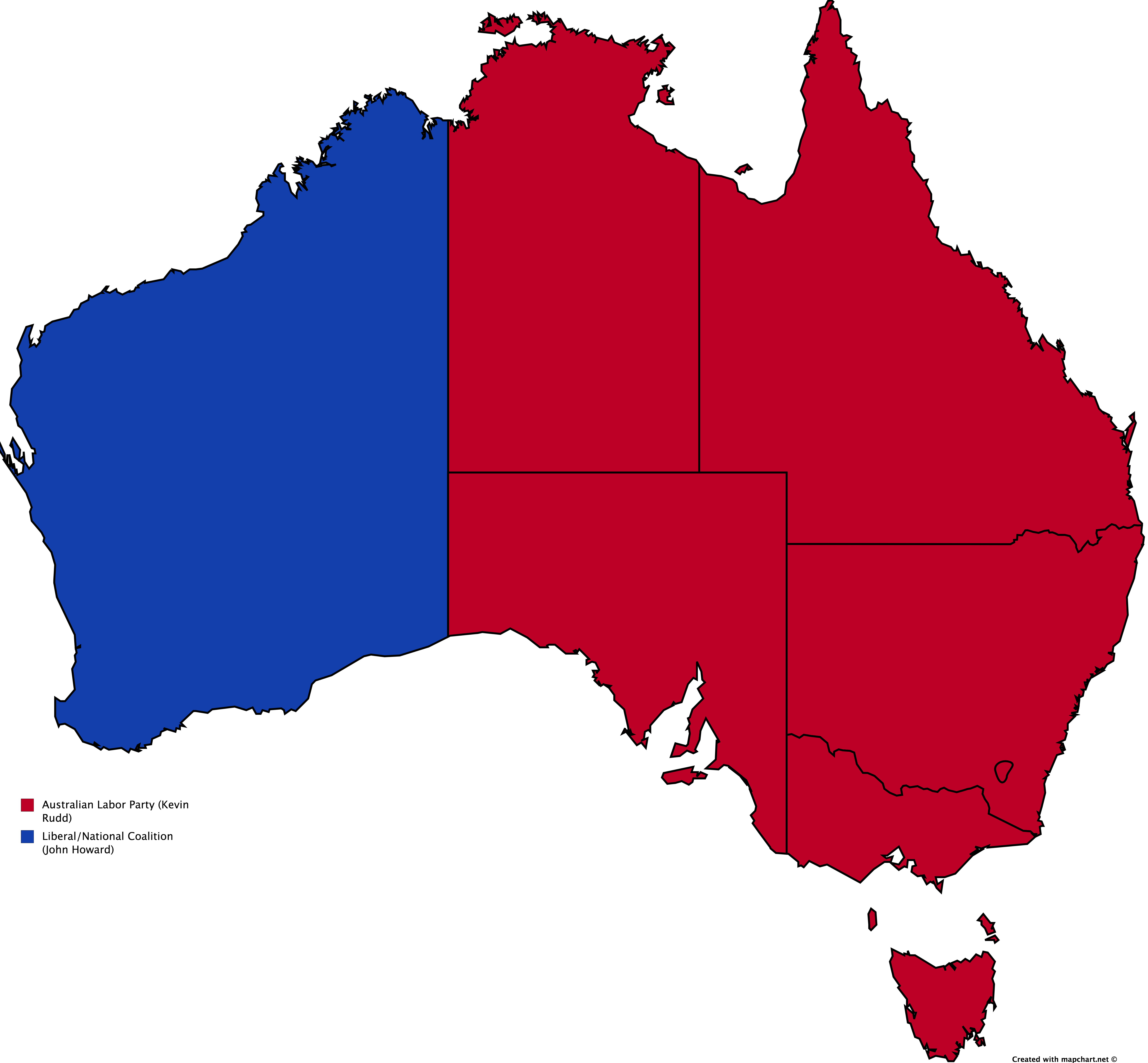

다음 문서는 2007년 오스트레일리아 총선의 각 선거구별 결과를 정리한 것이다. 2007년 오스트레일리아 총선은 2007년 11월 24일에 실시되었으며, 오스트레일리아 노동당이 83석, 보수연립이 65석을 차지하였다.

## 하원

### 뉴사우스웨일즈
| 선거구                            | 당선자              | 정당   | 변동 | 선거 결과                 |
| --------------------------------- | ------------------- | ------ | ---- | ------------------------- |
| 뱅크스 (Banks)                    | 대럴 맬험           | 노동당 | 유지 | 노동당 61.1 · 자유당 38.9 |
| 바턴 (Barton)                     | 로버트 맥크렐랜드   | 노동당 | 유지 | 노동당 62.1 · 자유당 37.9 |
| 베네롱 (Bennelong)                | 맥신 맥큐           | 노동당 | 획득 | 노동당 51.4 · 자유당 48.6 |
| 버로라 (Berowra)                  | 필립 러독           | 자유당 | 유지 | 자유당 58.9 · 노동당 41.1 |
| 블랙스랜드 (Blaxland)             | 제이슨 클레어       | 노동당 | 유지 | 노동당 68.3 · 자유당 31.6 |
| 브래드필드 (Bradfield)            | 브랜던 넬슨         | 자유당 | 유지 | 자유당 63.5 · 노동당 36.5 |
| 캘레어 (Calare)                   | 존 콥               | 국민당 | 유지 | 국민당 62.1 · 노동당 37.9 |
| 찰턴 (Charlton)                   | 그렉 콤벳           | 노동당 | 유지 | 노동당 62.9 · 자유당 37.1 |
| 치플리 (Chiefly)                  | 로저 프라이스       | 노동당 | 유지 | 노동당 70.7 · 자유당 29.3 |
| 쿡 (Cook)                         | 스콧 모리슨         | 자유당 | 유지 | 자유당 56.6 · 노동당 43.4 |
| 쿠퍼 (Cowper)                     | 루크 하트수이커     | 국민당 | 유지 | 국민당 51.2 · 노동당 48.8 |
| 커닝햄 (Cunningham)               | 샤론 버드           | 노동당 | 유지 | 노동당 68.1 · 자유당 31.9 |
| 도벨 (Dobell)                     | 샤론 버드           | 노동당 | 획득 | 노동당 53.9 · 자유당 46.1 |
| 에덴-모나로 (Eden-Monaro)         | 마이크 켈리         | 노동당 | 획득 | 노동당 53.4 · 자유당 46.6 |
| 파레 (Farrer)                     | 수잔 레이           | 자유당 | 유지 | 자유당 61.2 · 노동당 38.8 |
| 파울러 (Fowler)                   | 줄리어 어윈         | 노동당 | 유지 | 노동당 68.2 · 자유당 31.8 |
| 길모어 (Gilmore)                  | 조한나 가쉬         | 자유당 | 유지 | 자유당 54.1 · 노동당 45.9 |
| 그레인들러 (Grayndler)            | 앤소니 알바니제     | 노동당 | 유지 | 노동당 74.9 · 자유당 25.1 |
| 그린웨이 (Greenway)               | 루이스 마커스       | 자유당 | 유지 | 자유당 54.5 · 노동당 45.5 |
| 휴스 (Hughes)                     | 다나 베일           | 자유당 | 유지 | 자유당 52.2 · 노동당 47.8 |
| 흄 (Hume)                         | 앨비 슐츠           | 자유당 | 유지 | 자유당 54.2 · 노동당 45.8 |
| 헌터 (Hunter)                     | 조엘 피츠기번       | 노동당 | 유지 | 노동당 65.9 · 국민당 34.1 |
| 킹스포드 스미스 (Kingsford Smith) | 피터 게럿           | 노동당 | 유지 | 노동당 63.3 · 자유당 36.7 |
| 린제이 (Lindsay)                  | 데이비드 브래드버리 | 노동당 | 획득 | 노동당 56.8 · 자유당 43.2 |
| 로우 (Lowe)                       | 존 머피             | 노동당 | 유지 | 노동당 57.4 · 자유당 42.6 |